# Erkel-Theater

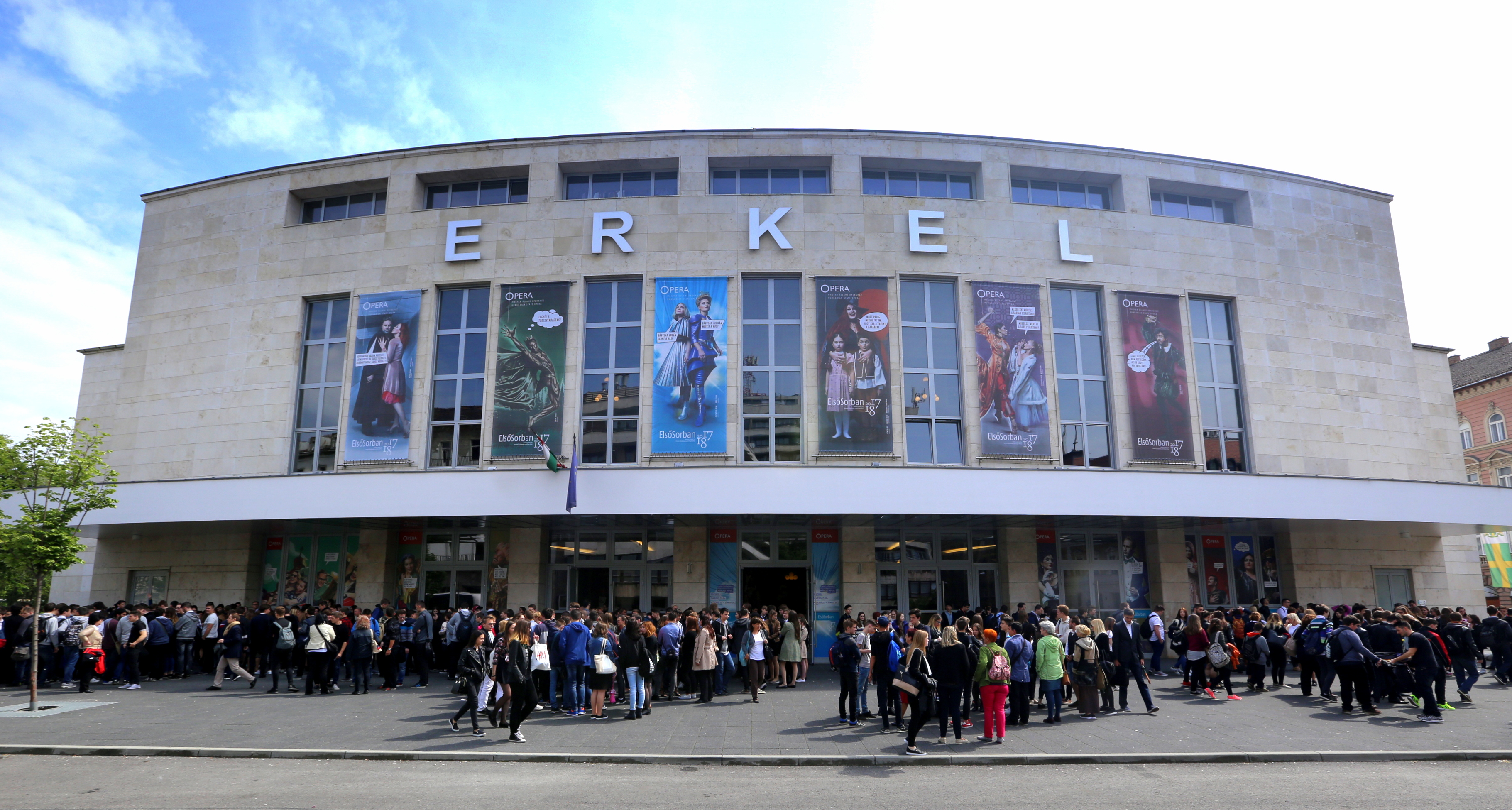
Fassade, 2017

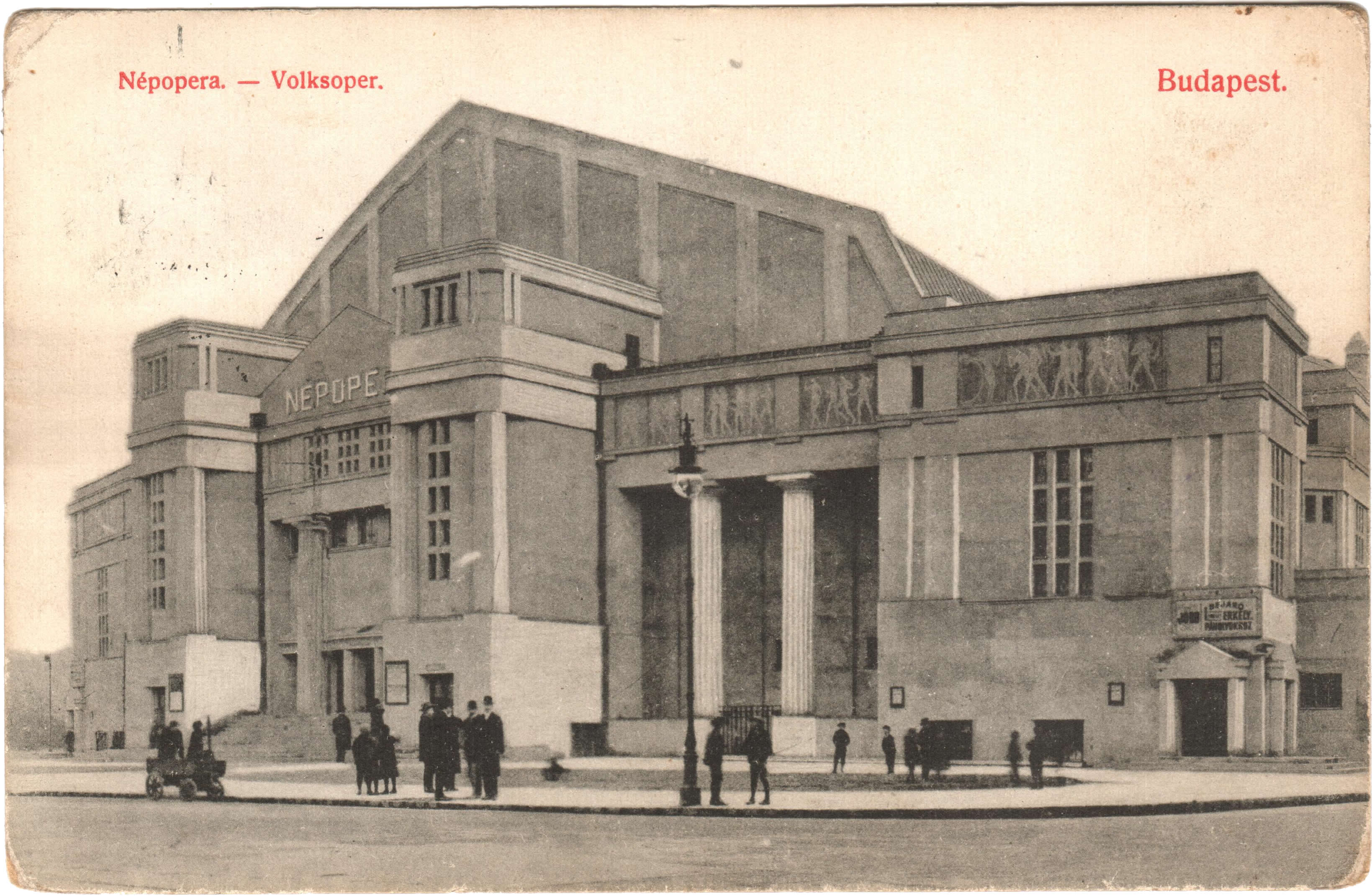
Das Theatergebäude (Népopera bzw. Volksoper) um 1911

Das Erkel-Theater (ungarisch Erkel Színház) ist ein Theatergebäude in Budapest, Ungarn. Der heutige Name des Theaters bezieht sich auf den ungarischen Komponisten Ferenc Erkel.

## Geschichte

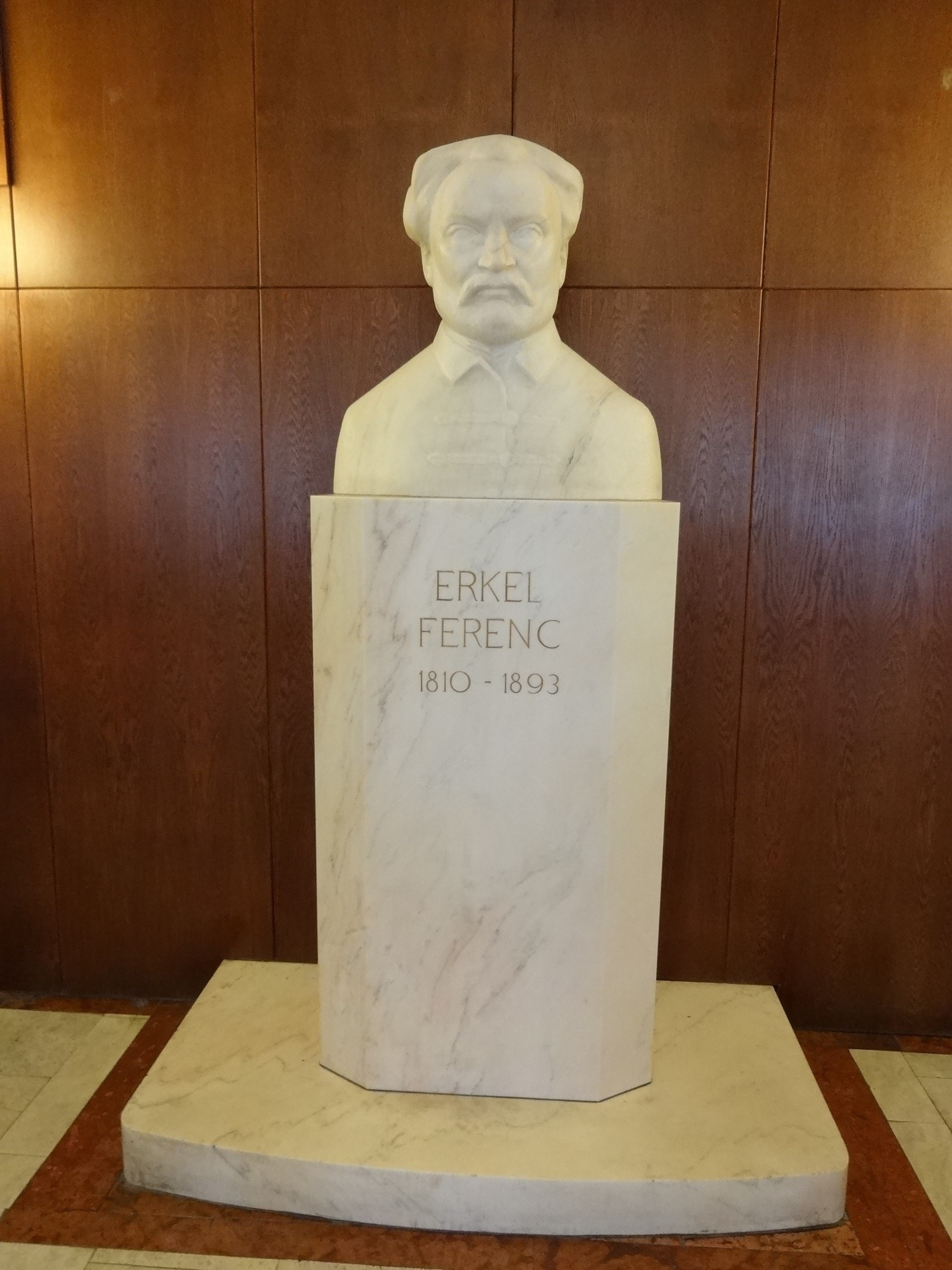
Büste von Ferenc Erkel im Foyer

Ursprünglicher Zuschauerraum

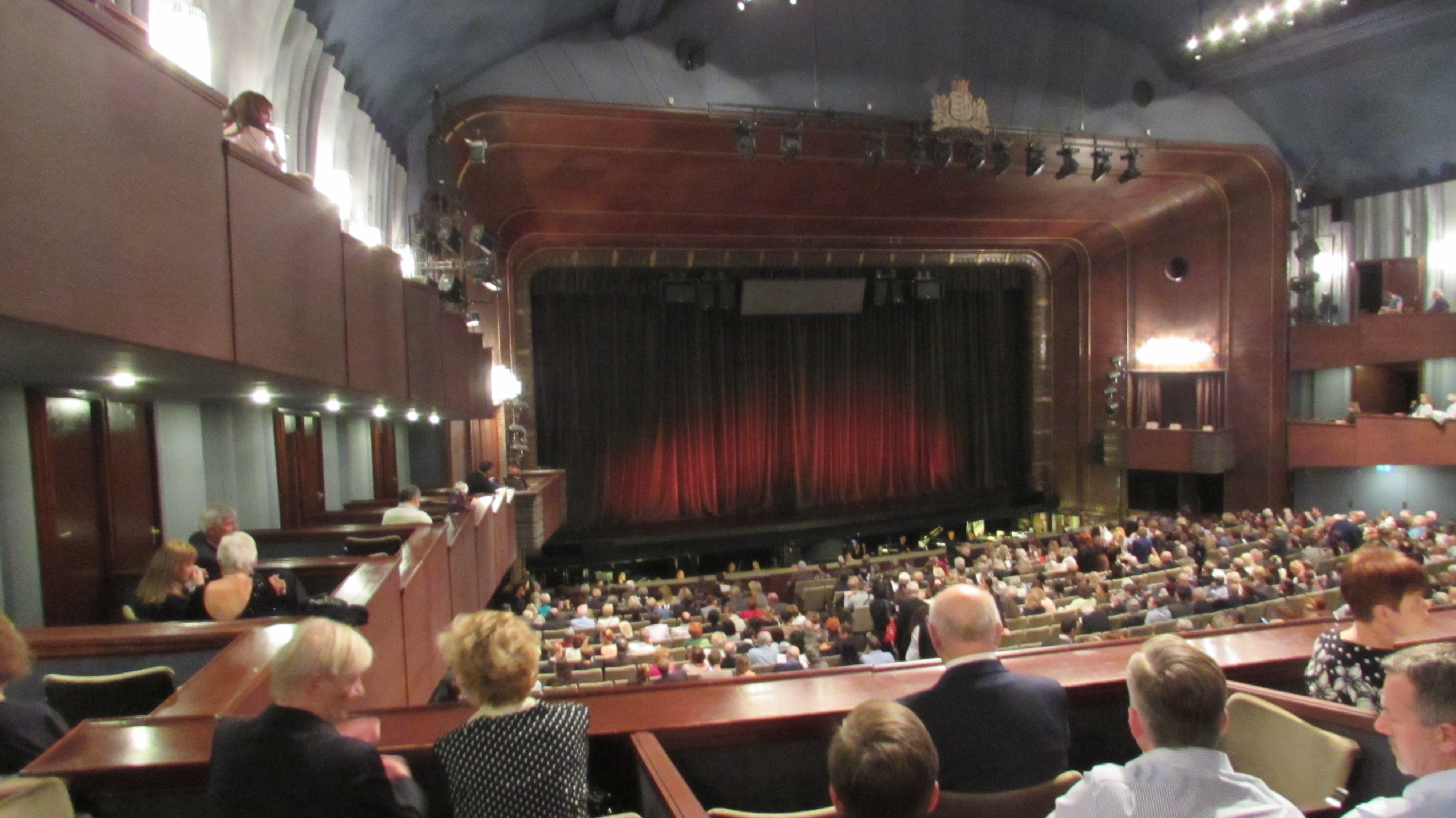
Zuschauerraum im Oktober 2017 (Aufführung Nabucco)

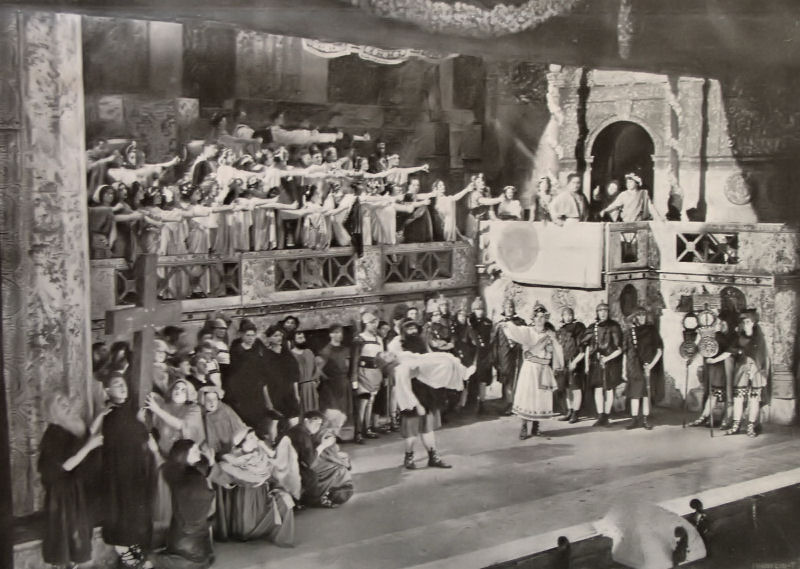
Eröffnungsvorstellung 1911

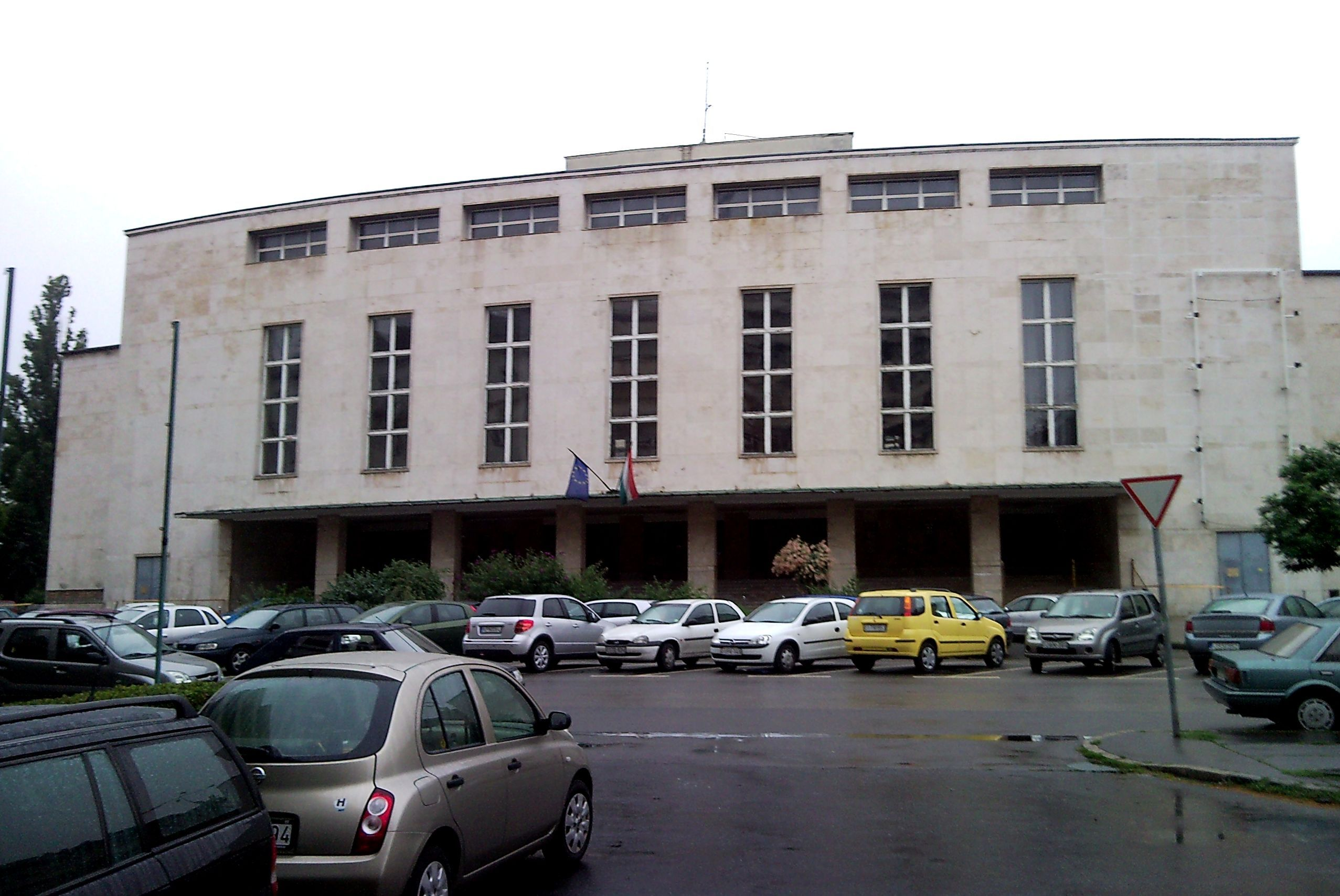
Fassade, 2009

Das Gebäude wurde im Zeitraum von neun Monaten nach Plänen von Dezső Jakab, Marcell Komor und Géza Márkus erbaut und wurde mit damals modernen technischen Errungenschaften ausgestattet, außerdem mit einer Orgel. Die Bühne ist 14 m breit und 8,5 m hoch.
Am 7. Dezember 1911 eröffnete man das Haus als Volksoper mit Quo vadis von Jean Nouguès (1875–1932). Wie in anderen europäischen Theatern kam auch hier nach der 30-Jährigen Sperrfrist am 1. Januar 1914 Wagners Parsifal zur Erstaufführung, später auch der komplette Ring und sämtliche anderen Wagner-Werke. Ansonsten wurde viel Ballett und Operette gespielt; im Zweiten Weltkrieg gab es Kino-Vorstellungen.
Das Haus trug folgende ungarische Namen:
- Népopera (1911–1916)
- Városi Színház (1917–1952)
- Erkel Színház (seit 1953)

Seit 1951 wird es vor allem als Opernbühne der Ungarischen Staatsoper verwendet. Es beherbergt Ungarns größtes Theater mit 1819 Sitzplätzen, in dem aber auch Sportereignisse und Konzerte stattfinden.
Im Jahr 2007 wurde das Theater geschlossen und war vom Abriss bedroht, nach einer gründlichen Renovierung und Modernisierung wurde es jedoch Ende März 2013 wieder in Betrieb genommen.

## Gastkünstler (Auswahl)
- Vaslav Nijinsky, Adolf Bolm, Michail Michailowitsch Fokin, Anna Pawlowna Pawlowa, Tamara Platonowna Karsawina und Ida Rubinstein
- Jascha Heifetz
- Béla Bartók
- Arturo Toscanini
- Wilhelm Furtwängler
- Mailänder Scala
- Wiener Philharmoniker
- Opéra-Comique Paris
- Yves Montand (1957)
- Nashville Teens (1967)
- Gilbert Bécaud (1968)

## Aufführungen (Auswahl)
- Kálmán Nádasdy (Regie) und Oláh Gusztáv (Ausstattung): Chowanschtschina (1955), Don Giovanni (1956)
- Lamberto Gardelli (Dirigent): Le comte Ory (1960), Macbeth (1961), I Lombardi alla prima crociata (1974)
- Juri Petrowitsch Ljubimow: Don Giovanni
- János Ferencsik (Dirigent) und András Mikó (Regie): Parsifal
- Kovalik Balázs (Regie): Turandot (1997)